# Sig Ruman
Sig Ruman, pseudonimo di Siegfried Albon Rumann (Amburgo, 11 ottobre 1884 – Julian, 14 febbraio 1967), è stato un attore tedesco naturalizzato statunitense.

## Biografia
Nato ad Amburgo, Ruman compì gli studi superiori a Ilmenau (Turingia). Dopo aver frequentato per un anno i corsi di ingegneria elettrotecnica, ritornò nella sua città natale per studiare recitazione, ottenendo le sue prime parti minori sui palcoscenici di Bielefeld e Stettino, e quindi presso il Kaiser Theatre di Kiel. Durante la prima guerra mondiale prestò servizio presso l'esercito imperiale tedesco, e continuò a recitare in Germania fino al 1923, anno in cui emigrò negli Stati Uniti. A New York entrò a far parte di una compagnia teatrale di lingua tedesca, dove fu scoperto dall'attore George Jessel e, successivamente, dal commediografo George S. Kaufman e dal critico Alexander Woollcott, grazie ai quali approdò a Broadway per recitare con successo accanto a leggendarie primedonne del palcoscenico come Ethel Barrymore e Katharine Cornell.
Nel 1929 ottenne anche un primo breve ruolo sul grande schermo, quello di un ufficiale giudiziario, nel film Die Konigsloge (1929), ma dovette attendere fino al 1934 per essere scritturato dalla Twentieth Century Fox e dare avvio a una luminosa e prolifica carriera tra gli immortali caratteristi di Hollywood. La sua capacità di impersonare ruoli di pomposi e irascibili villain fu messa in particolare luce in Una notte all'opera (1935) e Un giorno alle corse (1937), in entrambi i quali Ruman fu la vittima opportunamente destinata a subire le comiche angherie dei Fratelli Marx, in particolare di Groucho. Nel primo dei due film Ruman è Herman Gottlieb, un bilioso impresario che inizialmente ottiene i favori della ricca Mrs. Claypool (Margaret Dumont), desiderosa di entrare a far parte dell'alta società, mentre nel secondo è il dottor Leopold X. Steinberg, un eminente medico tedesco che smaschera il collega Hugo Z. Huckenbush (Groucho), veterinario spacciatosi per illustre luminare, e conquista la fiducia della facoltosa Mrs. Upjohn (ancora la Dumont).
Il caratteristico accento tedesco e l'imponente presenza scenica consentirono a Ruman di prodursi in numerose caratterizzazioni di sinistro villain nazista, come in L'avventura impossibile (1942) di Raoul Walsh, e di bilioso e testardo comprimario, in pellicole avventurose e drammi bellici prodotti durante il periodo della seconda guerra mondiale. Ma furono altrettanto indimenticabili i pochi ruoli di personaggi simpatici che gli vennero affidati. Fu commovente nel ruolo del proprietario di una compagnia aerea in Avventurieri dell'aria (1939) di Howard Hawks, un uomo dal cuore d'oro che è vittima di continue prevaricazioni. Nello stesso anno diede una superba interpretazione nella commedia Ninotchka (1939) di Ernst Lubitsch, nel ruolo del commissario russo Iranoff, che viene sedotto dal fascino di Parigi, e fu straordinariamente comico nei panni del colonnello Ehrardt nella deliziosa commedia Vogliamo vivere! (1942), ancora per la regia di Lubitsch.
Nel 1946 Ruman comparve per la terza e ultima volta accanto ai Fratelli Marx nella commedia Una notte a Casablanca (1946), nuovamente nei panni del cattivo vessato da Groucho, del quale è antagonista nel ruolo del sadico nazista Heinrich Stubel, che (sotto le mentite spoglie del conte Pfefferman) cerca di impadronirsi di un tesoro nascosto in un albergo di Casablanca, uccidendo i proprietari che si succedono alla direzione dell'hotel, fino al provvidenziale arrivo di Groucho, che smaschererà l'impostore dopo numerose schermaglie comiche. Due anni più tardi Ruman fu diretto per la prima volta da Billy Wilder nella sfarzosa commedia Il valzer dell'imperatore (1948), una parodia del genere “operetta” in cui Wilder affidò a Ruman il gustoso ruolo di Zwieback, uno psichiatra per cani che rifà il verso a Sigmund Freud e che l'attore interpretò magnificamente. Per convincerlo ad accettare la parte, Wilder disse a Ruman: ”È una parte con i baffi, e puoi recitarla con tutto l'accento straniero che vuoi”.
Anche durante gli anni cinquanta, Ruman proseguì la propria attività di caratterista nei più svariati generi cinematografici, dall'avventuroso Il mondo nelle mie braccia (1952), con Gregory Peck e Ann Blyth, ai comici Divertiamoci stanotte (1951), al fianco di Danny Kaye, e Più vivo che morto (1954) e Il circo a tre piste (1954), in entrambi i quali recitò con Dean Martin e Jerry Lewis. Tra i suoi ruoli più riusciti è da ricordare quello dello stralunato e loquace sergente Schulz nella commedia bellica Stalag 17 (1953) di Billy Wilder, nella quale Ruman seppe dosare sapientemente la comicità del suo servile personaggio di ottuso nazista, apparentemente indulgente nei confronti dei militari americani prigionieri nello Stalag 17 (tanto da scambiare merce e favori con il cinico e spregiudicato soldato Sefton interpretato da William Holden), ma in realtà elemento di raccordo fra il comandante del campo Von Scherbach (Otto Preminger) e la spia che si è celata all'interno dello Stalag e che alla fine verrà smascherata proprio da Sefton.
Nonostante i problemi di salute che lo costrinsero a rallentare l'attività cinematografica verso la fine degli anni cinquanta, Ruman continuò a recitare per la televisione, partecipando a diverse serie di successo come Maverick (1958-1962), Daniel Boone (1964), La famiglia Addams (1965) e Organizzazione U.N.C.L.E. (1965). I suoi ultimi ruoli sul grande schermo furono quelli del Prof. Winterhalter nella commedia Non per soldi... ma per denaro (1966) di Billy Wilder e del delegato russo nel comico Stazione luna (1966), interpretato da Jerry Lewis.
Ruman morì per un attacco cardiaco il 14 febbraio 1967, all'età di 83 anni. Riposa nel cimitero di Julian, California.

## Filmografia

### Cinema
- Lucky Boy, regia di Norman Taurog e Charles C. Wilson (1928)
- Die Königsloge, regia di Bryan Foy (1929)
- Il mondo va avanti (The World Moves On), regia di John Ford (1934)
- Chiaro di luna (Servants' Entrance), regia di Frank Lloyd e Walt Disney (1934)
- Marie Galante, regia di Henry King (1934)
- Sotto pressione (Under Pressure), regia di Raoul Walsh (1935)
- Notte di nozze (The Wedding Night), regia di King Vidor (1935)
- Spring Tonic, regia di Clyde Bruckman (1935)
- The Farmer Takes a Wife, regia di Victor Fleming (1935)
- Una notte all'opera (A Night at the Opera), regia di Sam Wood (1935)
- All'est di Giava (East of Java), regia di George Melford (1935)
- Resa d'amore (The Princess Comes Across), regia di William K. Howard (1936)
- The Bold Caballero, regia di Wells Root (1936)
- La signora della quinta strada (On the Avenue), regia di Roy Del Ruth (1937)
- Settimo cielo (Seventh Heaven), regia di Henry King (1937)
- Primavera (Maytime), regia di Robert Z. Leonard (1937)
- Midnight Taxi, regia di Eugene Forde (1937)
- The Great Hospital Mystery, regia di James Tinling (1937)
- Sigillo segreto (This Is My Affair), regia di William A. Seiter (1937)
- Un giorno alle corse (A Day at the Races), regia di Sam Wood (1937)
- Tigre verde (Think Fast, Mr. Moto), regia di Norman Foster (1937)
- Love Under Fire, regia di George Marshall (1937)
- Scandalo al Grand Hotel (Thin Ice), regia di Sidney Lanfield (1937)
- La spia dei lancieri (Lancer Spy), regia di Gregory Ratoff (1937)
- Zoccoletti olandesi (Heidi), regia di Allan Dwan (1937)
- Nulla sul serio (Nothing Sacred), regia di William A. Wellman (1937)
- Il tesoro di Genghis Khan (Thank You, Mr. Moto), regia di Norman Foster (1937)
- Paradiso per tre (Paradise for Three), regia di Edward Buzzell (1938)
- The Saint in New York, regia di Ben Holmes (1938)
- Chi vuole un milione? (I'll Give a Million), regia di Walter Lang (1938)
- Suez, regia di Allan Dwan (1938)
- Girls on Probation, regia di William C. McGann (1938)
- Il grande valzer (The Great Waltz), regia di Julien Duvivier (1938)
- Il sosia innamorato (Honolulu), regia di Edward Buzzell (1939)
- Tira a campare! (Never Say Die), regia di Elliott Nugent (1939)
- Confessioni di una spia nazista (Confessions of a Nazy Spy), regia di Anatole Litvak (1939)
- Avventurieri dell'aria (Only Angels Have Wings), regia di Howard Hawks (1939)
- Ninotchka, regia di Ernst Lubitsch (1939)
- Una donna dimentica (Remember?), regia di Norman Z. McLeod (1939)
- Un uomo contro la morte (Dr. Ehrlich's Magic Bullet), regia di William Dieterle (1940)
- Outside the Three-Mile Limit, regia di Lewis D. Collins (1940)
- I Was an Adventuress, regia di Gregory Ratoff (1940)
- Four Sons, regia di Archie Mayo (1940)
- Tzigana (Bitter Sweet), regia di W. S. Van Dyke (1940)
- Corrispondente X (Comrade X), regia di King Vidor (1940)
- Vittoria (Victory), regia di John Cromwell (1940)
- Così finisce la nostra notte (So Ends Our Night), regia di John Cromwell (1941)
- Incontro a New York (The Man Who Lost Himself), regia di Edward Ludwig (1941)
- Quell'incerto sentimento (That Uncertain Feeling), regia di Ernst Lubitsch (1941)
- Il circo insanguinato (The Wagons Roll at Night), regia di Ray Enright (1941)
- Innamorato pazzo (Love Crazy), regia di Jack Conway (1941)
- Shining Victory, regia di Irving Rapper (1941)
- World Premiere, regia di Ted Tetzlaff (1941)
- L'ultimo duello (This Woman Is Mine), regia di Frank Lloyd (1941)
- Vogliamo vivere! (To Be or Not to Be), regia di Ernst Lubitsch (1942)
- Remember Pearl Harbor, regia di Joseph Santley (1942)
- La banda Pelletier (Crossroads), regia di Jack Conway (1942)
- Enemy Agents Meet Ellery Queen, regia di James P. Hogan (1942)
- Berlin Correspondent, regia di Eugene Forde (1942)
- L'avventura impossibile (Desperate Journey), regia di Raoul Walsh (1942)
- Ragazza cinese (China Girl), regia di Henry Hathaway (1942)
- Il trionfo di Tarzan (Tarzan Triumphs), regia di Wilhelm Thiele (1943)
- They Came to Blow Up America, regia di Edward Ludwig (1943)
- Sweet Rosie O'Grady, regia di Irving Cummings (1943)
- Se non ci fossimo noi donne (Government Girl), regia di Dudley Nichols (1943)
- Bernadette (The Song of Bernadette), regia di Henry King (1943)
- The Hitler Gang, regia di John Farrow (1944)
- Avvenne domani (It Happened Tomorrow), regia di René Clair (1944)
- Temporale d'estate (Summer Storm), regia di Douglas Sirk (1944)
- Al di là del mistero (House of Frankenstein), regia di Erle C. Kenton (1944)
- Scandalo a corte (Royal Scandal), regia di Otto Preminger (1945)
- Men in Her Diary, regia di Charles Barton (1945)
- Donne e diamanti (The Dolly Sisters), regia di Irving Cummings (1945)
- La giocatrice (She Went to the Races), regia di Willis Goldbeck (1945)
- Una notte a Casablanca (A Night in Casablanca), regia di Archie Mayo (1946)
- Notte e dì (Night and Day), regia di Michael Curtiz (1946)
- Faithful in My Fashion, regia di Sidney Salkow (1946)
- Come nacque il nostro amore (Mother Wore Tights), regia di Walter Lang (1947)
- Tutti conoscono Susanna (If You Knew Susie), regia di Gordon Douglas (1948)
- Il valzer dell'imperatore (The Emperor Waltz), regia di Billy Wilder (1948)
- Give My Regards to Broadway, regia di Lloyd Bacon (1948)
- Mercanti di uomini (Border Incident), regia di Anthony Mann (1949)
- L'uomo che era solo (Father Is a Bachelor), regia di Abby Berlin e Norman Foster (1950)
- Divertiamoci stanotte (On The Riviera), regia di Walter Lang (1951)
- Il mondo nelle mie braccia (The World in His Arms), regia di Raoul Walsh (1952)
- La giostra umana (O. Henry's Full House), regia di Henry Hathaway e Howard Hawks (1952)
- Ma and Pa Kettle on Vacation, regia di Charles Lamont (1953)
- Stalag 17, regia di Billy Wilder (1953)
- Il mago Houdini (Houdini), regia di George Marshall (1953)
- La storia di Glenn Miller (The Glenn Miller Story), regia di Anthony Mann (1954)
- Più vivo che morto (Living It Up), regia di Norman Taurog (1954)
- Bianco Natale (White Christmas), regia di Michael Curtiz (1954)
- Il circo a tre piste (3 Ring Circus), regia di Joseph Pevney (1954)
- Carolina Cannonball, regia di Charles Lamont (1955)
- Un napoletano nel Far West (Many Rivers to Cross), regia di Roy Rowland (1955)
- Spy Chasers, regia di Edward Bernds (1955)
- Le ali delle aquile (The Wings of Eagles), regia di John Ford (1957)
- Il mattatore di Hollywood (The Errand Boy), regia di Jerry Lewis (1961)
- I 4 di Chicago (Robin and the 7 Hoods), regia di Gordon Douglas (1964)
- Le ultime 36 ore (36 Hours), regia di George Seaton (1965)
- Questi pazzi agenti segreti! (The Last of the Secret Agents?), regia di Norman Abbott (1966)
- Non per soldi... ma per denaro (The Fortune Cookie), regia di Billy Wilder (1966)
- Stazione luna (Way... Way Out), regia di Gordon Douglas (1966)

### Televisione
- Maverick – serie TV, 5 episodi (1958-1962)
- Lawman – serie TV, 2 episodi (1959)
- General Electric Theater – serie TV, episodio 8x01 (1959)
- Johnny Staccato (Johnny Staccato) – serie TV, episodio 1x23 (1960)
- Pete and Gladys – serie TV, episodi 2x19-2x25 (1962)
- Daniel Boone – serie TV, 1 episodio (1964)
- La famiglia Addams (Addams Family) – serie TV, 1 episodio (1965)
- Organizzazione U.N.C.L.E. (The Man from U.N.C.L.E.) – serie TV, 1 episodio (1965)

## Doppiatori italiani
Nelle versioni in italiano dei suoi film, Sig Ruman è stato doppiato da:
- Olinto Cristina in La spia dei lancieri, Il circo insanguinato, Vogliamo vivere!, Bernadette, Notte e dì, Divertiamoci stanotte, Stalag 17 - L'inferno dei vivi, Il mago Houdini, La storia di Glenn Miller, Bianco Natale
- Mario Besesti in Ninotchka, Corrispondente X
- Luigi Pavese in Una donna dimentica, Stazione luna
- Nino Pavese in Avvenne domani
- Gaetano Verna in Mercanti di uomini
- Amilcare Pettinelli in Il mondo nelle mie braccia
- Mario Maranzana in Una notte a Casablanca (1º ridoppiaggio)
- Vittorio Di Prima in Suez (ridoppiaggio)[4]
- Gianni Marzocchi in La storia di Glenn Miller (ridoppiaggio)